# Philotheca cymbiformis
Philotheca cymbiformis är en vinruteväxtart som först beskrevs av Paul G. Wilson, och fick sitt nu gällande namn av Paul G. Wilson. Philotheca cymbiformis ingår i släktet Philotheca och familjen vinruteväxter. Inga underarter finns listade i Catalogue of Life.